# Íñigo Rodríguez Martínez
Íñigo Rodríguez Martínez (Logroño, España, 18 de agosto de 1975) es un exjugador y entrenador de fútbol español. Como jugador se desempeñaba como mediapunta. Es uno de los jugadores que más partidos ha disputado con el Real Zaragoza "B" durante toda su historia.

## Treyectoria
Internacional ya a la edad de juvenil, ingresa en la cantera del Real Zaragoza y llega a debutar con su filial, el Real Zaragoza "B", en la temporada 1993-94.
Íñigo permanecería en este segundo escalón zaragocista durante cinco temporadas más, en las cuales se formó como jugador, pero no llegó a dar nunca el salto a la primera plantilla, pese a un inmejorable debut con la misma en la campaña 1994-95, logrando incluso marcar un tanto en el último partido de liga contra el Valencia.
Aunque año tras año fue de los jugadores más destacados del filial, con el que disputó más de 150 partidos en Segunda División B y otra buena cifra en Tercera División, sin embargo nunca gozó de la total confianza de los técnicos del club maño, lo que motivó su salida de la entidad en el verano de 1999.
Se inicia entonces una trayectoria que discurriría por equipos de Segunda B, como el Burgos, Jerez, Amurrio, Huesca, Yeclano, y de  Tercera como el Peña Deportiva, la Fundación Logroñés, el Comillas, y el Berceo, donde se retiraría en 2011.
En 2013 inicia su carrera como entrenador en categoría senior con el Tedeón de la Regional Preferente de La Rioja, con en el que ascendería Tercera División de España en su primera temporada. Después de dos temporadas en el club de Navarrete, recalaría en 2015 en la Oyonesa, que dirigiría durante una temporada y media. Entrenaría más tarde al San Marcial de Lardero.

## Clubes

### Como jugador
| Club                     | País   | Año       |
| ------------------------ | ------ | --------- |
| Real Zaragoza "B"        | España | 1993-1999 |
| Real Zaragoza            | España | 1994-1998 |
| Burgos C. F.             | España | 1999-2000 |
| Jerez C. F.              | España | 2000      |
| Amurrio Club             | España | 2001      |
| S. D. Huesca             | España | 2001-2002 |
| C. D. Calahorra          | España | 2002-2003 |
| Yeclano C. F.            | España | 2003      |
| S. C. R. Peña Deportiva  | España | 2004-2007 |
| A. D. Fundación Logroñés | España | 2007-2008 |
| Comillas C. F.           | España | 2008      |
| C. D. Berceo             | España | 2010-2011 |